# Morti il 9 settembre

## IX secolo(1)
- 899 - Giovanni III, vescovo cristiano orientale siro

## X secolo(2)
- 906 - Adalberto di Babenberg, nobile franco (n. 854)
- 949 - Fujiwara no Tadahira, nobile e poeta giapponese (n. 880)

## XI secolo(1)
- 1087 - Guglielmo I d'Inghilterra, condottiero normanno (n. 1028)

## XII secolo(3)
- 1104 - Hildegarda di Borgogna, nobile francese (n. 1056)
- 1107 - Roger Bigod, conte di Norfolk, cavaliere medievale normanno
- 1191 - Corrado II di Boemia, sovrano boemo

## XIII secolo(2)
- 1241 - Tancredo Tancredi, missionario italiano (n. 1185)
- 1285 - Cunegonda di Slavonia, regina (n. 1245)

## XIV secolo(3)
- 1312 - Ottone III di Baviera, nobile (n. 1261)
- 1319 - Guglielmo Longhi, cardinale italiano
- 1390 - Alberto di Ortenburg, vescovo cattolico austriaco

## XV secolo(7)
- 1427 - Leonardo Cubello, nobile (n. 1362)
- 1437 - Lucido Conti, cardinale italiano (n. 1388)
- 1438 - Edoardo del Portogallo, re (n. 1391)
- 1451 - Jean le Jeune, cardinale e vescovo cattolico francese (n. 1411)
- 1479 - Pietro Balbi, vescovo cattolico e letterato italiano (n. 1399)
- 1487 - Chenghua, imperatore cinese (n. 1447)
- 1488 - Francesco II di Bretagna, conte (n. 1433)

## XVI secolo(18)
- 1503 - Filippo di Hochberg, nobile svizzero (n. 1453)
- 1513 - Giacomo IV di Scozia, re (n. 1473)
- 1513 - William Graham, I conte di Montrose, politico scozzese (n. 1464)
- 1513 - John Ramsay, signore Bothwell, nobile, ambasciatore e agente segreto scozzese
- 1513 - Alexander Stewart, nobile e arcivescovo cattolico scozzese (n. 1493)
- 1514 - Pierre de Sacierges, vescovo cattolico francese
- 1515 - Giuseppe di Volokolamsk, monaco cristiano e religioso russo (n. 1440)
- 1519 - René de Prie, cardinale e vescovo cattolico francese (n. 1451)
- 1523 - Giovanni Benci, politico e mecenate italiano (n. 1456)
- 1524 - Zaccaria Ferreri, vescovo cattolico, monaco cristiano e poeta italiano (n. 1479)
- 1527 - Ferdinando Ponzetti, cardinale e vescovo cattolico italiano (n. 1444)
- 1545 - Carlo II d'Orléans, nobile (n. 1522)
- 1582 - Kunohe Masazane, militare giapponese (n. 1536)
- 1583 - Humphrey Gilbert, politico e corsaro britannico
- 1592 - Pietro Fauno, vescovo cattolico italiano (n. 1524)
- 1596 - Anna Jagellona, sovrana polacca (n. 1523)
- 1598 - Francesco Cenci, nobile italiano (n. 1549)
- 1600 - Joris Hoefnagel, pittore fiammingo (n. 1542)

## XVII secolo(19)
- 1606 - Leonhard Lechner, compositore e cantore tedesco
- 1611 - Eleonora de' Medici, duchessa italiana (n. 1567)
- 1612 - Nakagawa Hidenari, militare giapponese (n. 1570)
- 1615 - Virginio Orsini, sovrano italiano (n. 1572)
- 1617 - Julius Echter von Mespelbrunn, vescovo cattolico e politico tedesco (n. 1545)
- 1624 - Francesco Sforza, cardinale italiano (n. 1562)
- 1625 - Gaspare Aselli, medico, chirurgo e anatomista italiano (n. 1581)
- 1626 - Abraham Govaerts, pittore e disegnatore fiammingo (n. 1589)
- 1637 - Luisa di Borbone, duchessa francese (n. 1603)
- 1647 - Cesare Magati, chirurgo, scrittore e religioso italiano (n. 1579)
- 1647 - Edward Osborne, politico inglese (n. 1596)
- 1672 - Francesco Giuseppe Bressani, gesuita, missionario e geografo italiano (n. 1612)
- 1676 - Paul Chomedey de Maisonneuve, militare francese (n. 1612)
- 1684 - Johann Caspar von Ampringen, principe (n. 1619)
- 1684 - Pier Maria Bichi, vescovo cattolico italiano
- 1684 - Jakob Thomasius, filosofo tedesco (n. 1622)
- 1685 - Bonaventura Presti, architetto e ingegnere italiano
- 1693 - Ihara Saikaku, scrittore giapponese (n. 1642)
- 1696 - Eleonora Erdmuthe di Sassonia-Eisenach, principessa (n. 1662)

## XVIII secolo(21)
- 1706 - Ferdinand de Marsin, generale e diplomatico francese (n. 1656)
- 1709 - Ottavio II Gonzaga, letterato italiano (n. 1667)
- 1710 - Pedro Manuel Colón de Portugal, nobile e funzionario spagnolo (n. 1651)
- 1713 - Giovanni Antonio Viscardi, architetto svizzero (n. 1645)
- 1718 - Diego Ladrón de Guevara, vescovo cattolico spagnolo (n. 1641)
- 1720 - Philippe de Courcillon, ufficiale e scrittore francese (n. 1638)
- 1721 - Elisabetta Dorotea d'Assia-Darmstadt, nobile (n. 1676)
- 1722 - Jean Mauger, medaglista francese (n. 1648)
- 1730 - Charles FitzRoy, II duca di Cleveland, nobile inglese (n. 1662)
- 1741 - Pauline Félicité de Mailly, francese (n. 1712)
- 1743 - Luigi di Lorena, principe di Lambesc, nobile e militare francese (n. 1692)
- 1747 - Giovanni Soffietti, vescovo cattolico italiano (n. 1675)
- 1755 - Johann Lorenz von Mosheim, storico delle religioni tedesco (n. 1693)
- 1757 - Maria Dmitrievna Cantemir, nobildonna russa (n. 1700)
- 1770 - Georg Dionysius Ehret, pittore e disegnatore tedesco (n. 1708)
- 1771 - Robert Wood, archeologo e politico britannico (n. 1717)
- 1778 - Antonio Felice De Vincenti, architetto e ingegnere italiano
- 1785 - George Neville, I conte di Abergavenny, nobile inglese (n. 1727)
- 1792 - Charles-Xavier Franqueville d'Abancourt, politico e nobile francese (n. 1758)
- 1792 - Luigi Ercole Timoleone di Cossé-Brissac, militare e nobile francese (n. 1734)
- 1793 - Peter Perez Burdett, cartografo e artista inglese (n. 1734)

## XIX secolo(70)
- 1805 - Partenio II di Alessandria, arcivescovo ortodosso greco (n. 1735)
- 1806 - William Paterson, politico e giudice statunitense (n. 1745)
- 1809 - August Ludwig von Schlözer, storico tedesco (n. 1735)
- 1813 - Giorgio I di Waldeck e Pyrmont, sovrano tedesco (n. 1747)
- 1815 - John Singleton Copley, pittore statunitense (n. 1738)
- 1818 - Seymour Fleming, nobile britannica (n. 1758)
- 1820 - Andrea Colonna di Stigliano, generale italiano (n. 1748)
- 1824 - Balthazar Georges Sage, chimico e mineralogista francese (n. 1740)
- 1824 - Paolo Giuseppe Solaro, cardinale e vescovo cattolico italiano (n. 1743)
- 1832 - Charles Mathieu Isidore Decaen, generale francese (n. 1769)
- 1832 - Bernhard Klein, compositore tedesco (n. 1793)
- 1834 - James Weddell, esploratore e navigatore inglese (n. 1787)
- 1835 - Agnese di Hohenlohe-Langenburg, nobile tedesca (n. 1804)
- 1841 - Augustin Pyrame de Candolle, botanico e micologo svizzero (n. 1778)
- 1844 - Silvestro Belli, cardinale e vescovo cattolico italiano (n. 1781)
- 1848 - Teobaldo Cacherano d'Osasco, generale italiano (n. 1768)
- 1849 - Michail Pavlovič Romanov, nobile russo (n. 1798)
- 1849 - Carlo Zucchi, architetto, incisore e scenografo italiano (n. 1789)
- 1851 - Gaetano Melzi, bibliografo italiano (n. 1783)
- 1854 - Leone Ciampa, arcivescovo cattolico italiano (n. 1782)
- 1854 - Angelo Mai, cardinale, teologo e filologo classico italiano (n. 1782)
- 1855 - Giovanni Silvestri, tipografo e editore italiano (n. 1778)
- 1858 - Francesco Costantino Marmocchi, geografo e patriota italiano (n. 1805)
- 1861 - Pierre Bonhomme, presbitero francese (n. 1803)
- 1861 - Debsirindra, regina siamese (n. 1834)
- 1861 - Samuele Romanin, storico italiano (n. 1808)
- 1864 - Jacques-Désiré Laval, presbitero francese (n. 1803)
- 1866 - Gergely Czuczor, poeta, lessicografo e filologo ungherese (n. 1800)
- 1866 - Alessandro Rizza, patriota e naturalista italiano (n. 1817)
- 1867 - Ignazio Trombotto, politico italiano (n. 1815)
- 1868 - Mzilikazi, re sudafricano
- 1868 - Johann Martin von Rohden, pittore tedesco (n. 1778)
- 1869 - Otto Jahn, compositore e archeologo tedesco (n. 1813)
- 1870 - Alessandro Duroni, ottico e fotografo italiano (n. 1807)
- 1870 - Louise Lehzen, tedesca (n. 1784)
- 1871 - Stand Watie, militare nativo americano (n. 1806)
- 1872 - Comtesse Dash, scrittrice francese (n. 1804)
- 1873 - Désiré Niel, politico francese (n. 1814)
- 1875 - Johann Christian Jüngken, oculista tedesco (n. 1794)
- 1876 - Giovanni Chiarle, politico italiano (n. 1811)
- 1876 - Mary Shaw, contralto inglese (n. 1814)
- 1877 - Carl Wilhelm Heine, chirurgo tedesco (n. 1838)
- 1877 - Filippo Parlatore, botanico italiano (n. 1816)
- 1878 - Giacinto Cottin, politico italiano (n. 1796)
- 1878 - Constant Douillard, architetto francese (n. 1795)
- 1878 - Niels Ludvig Westergaard, orientalista danese (n. 1815)
- 1880 - Francesco Calcagno, magistrato e politico italiano (n. 1803)
- 1880 - Henri Place, pittore francese (n. 1812)
- 1880 - Constance Fox Talbot, fotografa britannica (n. 1811)
- 1881 - Girolamo Pagliano, imprenditore e impresario teatrale italiano (n. 1801)
- 1883 - Victor Puiseux, matematico e astronomo francese (n. 1820)
- 1887 - Augusto Bertaldi, generale italiano (n. 1810)
- 1887 - Filippo Evola, presbitero, medico e letterato italiano (n. 1812)
- 1887 - Giuseppe Tavolotti, politico italiano (n. 1820)
- 1888 - Arthur Buchheim, matematico britannico (n. 1859)
- 1889 - Alfredo Ricci, pittore e illustratore italiano (n. 1864)
- 1889 - Giovanni Rizzi, poeta italiano (n. 1828)
- 1890 - Eugène Godard, aviatore francese (n. 1827)
- 1891 - George Carnegie, IX conte di Northesk, nobile e militare scozzese (n. 1843)
- 1891 - Jules Grévy, politico francese (n. 1807)
- 1891 - Ubaldino Peruzzi, politico italiano (n. 1822)
- 1893 - Friedrich Traugott Kützing, farmacista e botanico tedesco (n. 1807)
- 1894 - Heinrich Karl Brugsch, archeologo e egittologo tedesco (n. 1827)
- 1896 - Anna Grassetti, infermiera, patriota e politica italiana (n. 1815)
- 1896 - Luigi Palmieri, fisico e politico italiano (n. 1807)
- 1897 - Luigi Raffaele Macry, politico italiano (n. 1829)
- 1897 - Ferenc Pulszky, letterato e patriota ungherese (n. 1814)
- 1897 - Thomas Rook, fantino britannico (n. 1836)
- 1898 - William Chatterton Dix, poeta e paroliere britannico (n. 1837)
- 1898 - Stéphane Mallarmé, poeta, scrittore e drammaturgo francese (n. 1842)

## XX secolo(250)
- 1901 - Andreas Franz Wilhelm Schimper, botanico e ecologo tedesco (n. 1856)
- 1901 - Wilhelm Tomaschek, orientalista, geografo e storico ceco (n. 1841)
- 1901 - Henri de Toulouse-Lautrec, pittore francese (n. 1864)
- 1902 - William Allen Butler, scrittore e avvocato statunitense (n. 1825)
- 1905 - Johann Bittner, architetto austriaco (n. 1852)
- 1905 - Mirra Lochvickaja, poetessa russa (n. 1869)
- 1906 - Giacomo Bonafede Oddo, scrittore e giornalista italiano (n. 1827)
- 1907 - Edgar Lubbock, calciatore e funzionario britannico (n. 1847)
- 1911 - Fermo Rocca, politico e avvocato italiano (n. 1846)
- 1912 - Jaroslav Vrchlický, poeta, critico letterario e editore ceco (n. 1853)
- 1913 - Moammed Sceab, poeta libanese (n. 1887)
- 1913 - Paul de Smet de Naeyer, politico belga (n. 1843)
- 1914 - Carl Goßler, canottiere tedesco (n. 1885)
- 1915 - Ruggiero Torelli, matematico italiano (n. 1884)
- 1916 - Sydney Ayres, attore, regista e sceneggiatore statunitense (n. 1879)
- 1917 - Vincenzo Simoncelli, giurista, politico e filantropo italiano (n. 1860)
- 1917 - Madge Syers, pattinatrice artistica su ghiaccio britannica (n. 1881)
- 1919 - Horace Traubel, scrittore, critico letterario e editore statunitense (n. 1858)
- 1920 - Agostino Cameroni, politico, giornalista e critico musicale italiano (n. 1870)
- 1920 - Edward Lansing, golfista statunitense (n. 1856)
- 1921 - Giacomo Costamagna, presbitero, missionario e vescovo italiano (n. 1846)
- 1921 - Virginia Rappe, modella e attrice statunitense (n. 1891)
- 1923 - Hermes da Fonseca, generale e politico brasiliano (n. 1855)
- 1923 - Alfred Tobler, cantante, scrittore e religioso svizzero (n. 1845)
- 1923 - Ernest C. Warde, regista e attore inglese (n. 1874)
- 1923 - Vittoria Margherita di Prussia, nobile prussiana (n. 1890)
- 1924 - John Barrow, calciatore e allenatore di calcio inglese (n. 1871)
- 1924 - Ma'mun Al Rashid Perkasa Alamyah, sovrano indonesiano (n. 1855)
- 1924 - Arnaldo Segarizzi, bibliotecario e storico italiano (n. 1872)
- 1927 - Francesco Faustini, agricoltore e politico italiano (n. 1864)
- 1928 - Will Machin, attore inglese (n. 1882)
- 1928 - Emilio Materassi, pilota automobilistico italiano (n. 1894)
- 1929 - Carlo Braida, ciclista su strada italiano (n. 1868)
- 1929 - Francisco Gárate, gesuita spagnolo (n. 1857)
- 1929 - Walther Katzenstein, canottiere tedesco (n. 1878)
- 1931 - Lujo Brentano, economista e politico tedesco (n. 1844)
- 1931 - Silvio Raso, calciatore italiano (n. 1893)
- 1932 - Alajos Szokoly, velocista, ostacolista e triplista ungherese (n. 1871)
- 1934 - Roger Fry, artista e critico d'arte inglese (n. 1866)
- 1935 - Mario Carli, scrittore, giornalista e poeta italiano (n. 1888)
- 1935 - Mariano Luigi Patrizi, medico italiano (n. 1866)
- 1936 - Sherard Osborn Cowper-Coles, inventore inglese (n. 1866)
- 1940 - Michele Cagnetta, magistrato e politico italiano (n. 1872)
- 1941 - Hans Spemann, biologo tedesco (n. 1869)
- 1943 - Carlo Bergamini, ammiraglio italiano (n. 1888)
- 1943 - Udino Bombieri, partigiano italiano (n. 1915)
- 1943 - Ferruccio Cableri, militare italiano (n. 1907)
- 1943 - Stanislao Caraciotti, ammiraglio italiano (n. 1897)
- 1943 - Alessandro Cavriani, marinaio italiano (n. 1911)
- 1943 - Gaetano Dadomo, militare italiano (n. 1915)
- 1943 - Alboino De Iuliis, militare italiano (n. 1892)
- 1943 - Orlando De Tommaso, militare italiano (n. 1897)
- 1943 - Adone Del Cima, militare e marinaio italiano (n. 1898)
- 1943 - Virginio Fasan, militare italiano (n. 1914)
- 1943 - Michele Ferraiolo, patriota e militare italiano (n. 1886)
- 1943 - Mario Flores, militare italiano (n. 1919)
- 1943 - Gian Paolo Gamerra, militare italiano (n. 1907)
- 1943 - Vincenzo Janfolla, avvocato e politico italiano (n. 1873)
- 1943 - Demos Malavasi, operaio e partigiano italiano (n. 1912)
- 1943 - Federico Martinengo, ammiraglio e aviatore italiano (n. 1897)
- 1943 - Charles McLean Andrews, storico statunitense (n. 1863)
- 1943 - Eugen Neutert, tedesco (n. 1905)
- 1943 - Vincenzo Pandolfo, partigiano italiano (n. 1910)
- 1943 - Ettore Rosso, militare italiano (n. 1920)
- 1943 - Wilhelm Schürmann-Horster, attore, drammaturgo e regista tedesco (n. 1900)
- 1944 - Dirk Boonstra, poliziotto olandese (n. 1893)
- 1944 - Giovanni D'Achiardi, mineralogista e politico italiano (n. 1872)
- 1944 - Camillo Fraschetti, ingegnere, dirigente d'azienda e politico italiano (n. 1854)
- 1944 - Otto Mader, ingegnere aeronautico tedesco (n. 1880)
- 1945 - Aage Bertelsen, pittore danese (n. 1873)
- 1945 - Max Ehrmann, scrittore e avvocato statunitense (n. 1872)
- 1945 - Zinaida Nikolaevna Gippius, poetessa, scrittrice e saggista russa (n. 1869)
- 1945 - Paul Probst, tiratore a segno svizzero (n. 1869)
- 1946 - Hong Jin, politico sudcoreano (n. 1877)
- 1946 - Einar Torgersen, velista norvegese (n. 1886)
- 1947 - Carlo Bassano, avvocato e politico italiano (n. 1884)
- 1947 - Ananda Coomaraswamy, storico dell'arte cingalese (n. 1877)
- 1947 - Victor Horta, architetto belga (n. 1861)
- 1948 - Lajos Biró, scrittore ungherese (n. 1880)
- 1949 - István Pakó, calciatore ungherese (n. 1924)
- 1949 - Tonita Peña, artista nativa americana (n. 1893)
- 1950 - Flora Parker DeHaven, attrice statunitense (n. 1883)
- 1950 - Lawrence York Spear, ufficiale statunitense (n. 1870)
- 1951 - Gibson Gowland, attore britannico (n. 1877)
- 1951 - Adam Remmele, politico e sindacalista tedesco (n. 1877)
- 1951 - Lino Vaccari, botanico italiano (n. 1873)
- 1952 - Romain Coolus, scrittore e commediografo francese (n. 1868)
- 1952 - Giuseppe Facchinetti Pulazzini, magistrato e politico italiano (n. 1862)
- 1952 - Jonas H. Ingram, ammiraglio statunitense (n. 1886)
- 1953 - Raffaele Pergolesi, militare italiano (n. 1871)
- 1953 - Vincenzo Tecchio, avvocato e politico italiano (n. 1895)
- 1954 - Nicola Giuseppe Dallorso, imprenditore, dirigente sportivo e politico italiano (n. 1876)
- 1954 - Paul List, scacchista russo (n. 1887)
- 1954 - Vincenzo Schiavio, pittore italiano (n. 1888)
- 1955 - Carl Friedberg, pianista e docente tedesco (n. 1872)
- 1955 - Maria Euthymia Üffing, religiosa tedesca (n. 1914)
- 1956 - Vladimir Balljuzek, regista cinematografico russo (n. 1881)
- 1956 - Paul Colas, tiratore a segno francese (n. 1880)
- 1956 - Rupert Hughes, scrittore, sceneggiatore e regista statunitense (n. 1872)
- 1957 - Muhammad al-Muqri, politico marocchino
- 1958 - Bernhard Andersen, calciatore danese (n. 1892)
- 1958 - André Boulanger, latinista, archeologo e storico francese (n. 1886)
- 1958 - Giovanni Micheletto, ciclista su strada italiano (n. 1889)
- 1958 - Giovanni Prini, scultore, decoratore e illustratore italiano (n. 1877)
- 1959 - Ramón Fonst, schermidore e dirigente sportivo cubano (n. 1883)
- 1959 - Thomas Anthony Welch, vescovo cattolico statunitense (n. 1884)
- 1960 - Jussi Björling, tenore svedese (n. 1911)
- 1961 - Simon Gantillon, drammaturgo e sceneggiatore francese (n. 1887)
- 1962 - Paavo Aaltonen, ginnasta finlandese (n. 1919)
- 1962 - Vladimir Jakovlevič Klimov, scienziato sovietico (n. 1892)
- 1963 - Reda Caire, cantante francese (n. 1905)
- 1963 - Ernst Kantorowicz, storico tedesco (n. 1895)
- 1963 - Amilcare Pettinelli, attore e doppiatore italiano (n. 1887)
- 1964 - Friedrich-Georg Eberhardt, generale tedesco (n. 1892)
- 1964 - Vanni Pucci, scrittore, poeta e illustratore italiano (n. 1877)
- 1964 - Pirro Scavizzi, presbitero italiano (n. 1884)
- 1964 - Sakari Tuomioja, politico finlandese (n. 1911)
- 1965 - Julián Carrillo, compositore, direttore d'orchestra e violinista messicano (n. 1875)
- 1965 - Philipp Wilhelm Jung, politico tedesco (n. 1884)
- 1966 - Nestor Paiva, attore statunitense (n. 1905)
- 1967 - Andrea Alfano, pittore e poeta italiano (n. 1879)
- 1967 - Helen Flint, attrice statunitense (n. 1898)
- 1967 - Ernesto Picchioni, serial killer italiano (n. 1906)
- 1967 - Harry Hines Woodring, politico statunitense (n. 1890)
- 1969 - Fernand Wambst, ciclista su strada e pistard francese (n. 1912)
- 1970 - Lojze Dolinar, scultore sloveno (n. 1893)
- 1970 - Ricardo Faccio, calciatore e allenatore di calcio uruguaiano (n. 1907)
- 1970 - Josef Pöttinger, calciatore e allenatore di calcio tedesco (n. 1903)
- 1971 - Sante Ancherani, calciatore, allenatore di calcio e dirigente sportivo italiano (n. 1882)
- 1971 - Guido Andloviz, designer, ceramista e architetto italiano (n. 1900)
- 1971 - Pat Glover, calciatore gallese (n. 1910)
- 1971 - Rebo Rigotti, genetista e agronomo italiano (n. 1891)
- 1971 - Filippo Sacchi, giornalista, scrittore e critico cinematografico italiano (n. 1887)
- 1972 - Josef Bohumil Souček, teologo e biblista ceco (n. 1902)
- 1973 - S. N. Behrman, commediografo, scrittore e giornalista statunitense (n. 1893)
- 1973 - Bill Doran, pilota motociclistico britannico (n. 1916)
- 1973 - Giovanni Ricci, matematico italiano (n. 1904)
- 1973 - Viktor Sulčič, architetto sloveno (n. 1895)
- 1973 - Sergej Konstantinovič Tumanskij, ingegnere sovietico (n. 1901)
- 1974 - Amedeo Fani, politico, avvocato e pubblicista italiano (n. 1891)
- 1974 - Gallo Galli, filosofo italiano (n. 1889)
- 1974 - Pasquale Galliano Magno, avvocato italiano (n. 1896)
- 1974 - Edgard Leite, pallanuotista brasiliano (n. 1889)
- 1974 - Billie Nelson, pilota motociclistico britannico (n. 1941)
- 1975 - Franco Ballarini, saggista, economista e dirigente d'azienda italiano (n. 1897)
- 1975 - Leonello Casucci, compositore italiano (n. 1885)
- 1975 - Giulio Coli, politico italiano (n. 1899)
- 1975 - Minta Durfee, attrice statunitense (n. 1889)
- 1975 - Emilio Faldella, generale e agente segreto italiano (n. 1897)
- 1975 - Giuseppe Fatigati, montatore, produttore cinematografico e regista italiano (n. 1906)
- 1975 - Ethel Griffies, attrice inglese (n. 1878)
- 1975 - Tone Kralj, scultore e pittore sloveno (n. 1900)
- 1975 - John McGiver, attore statunitense (n. 1913)
- 1975 - Giulio Montelatici, sindacalista italiano (n. 1897)
- 1975 - Fidel Ortíz, pugile messicano (n. 1908)
- 1976 - Consuelo N. Bailey, politica e avvocatessa statunitense (n. 1899)
- 1976 - Mao Zedong, rivoluzionario, politico e militare cinese (n. 1893)
- 1976 - Giannina Marchini, mezzofondista e velocista italiana (n. 1906)
- 1976 - John Edward Taylor, vescovo cattolico statunitense (n. 1914)
- 1977 - Carlo Biotti, magistrato e dirigente sportivo italiano (n. 1901)
- 1978 - Eulogio Cantillo, generale cubano (n. 1911)
- 1978 - Marcel Lods, architetto e urbanista francese (n. 1891)
- 1978 - Hugh MacDiarmid, poeta scozzese (n. 1892)
- 1978 - Clifford McLaglen, attore britannico (n. 1892)
- 1978 - Jack L. Warner, produttore cinematografico canadese (n. 1892)
- 1978 - Mohamed Belhassan Wazzani, giornalista e politico marocchino (n. 1910)
- 1979 - Joseph Louis Aldée Desmarais, vescovo cattolico canadese (n. 1891)
- 1979 - André Meyer, banchiere francese (n. 1898)
- 1980 - Ignacio Agirrezabala, calciatore e imprenditore spagnolo (n. 1909)
- 1980 - Marcelino Agirrezabala, calciatore spagnolo (n. 1902)
- 1980 - Harold Clurman, regista teatrale e critico teatrale statunitense (n. 1901)
- 1980 - José de Anchieta Fontana, calciatore brasiliano (n. 1940)
- 1980 - Aleksander Jabłoński, fisico polacco (n. 1898)
- 1980 - Patrick W. Skehan, linguista statunitense (n. 1909)
- 1981 - Ricardo Balbín, politico e avvocato argentino (n. 1904)
- 1981 - Jacques Lacan, psicoanalista e psichiatra francese (n. 1901)
- 1981 - Bobo Piccoli, artista italiano (n. 1927)
- 1981 - Tubby Raskin, cestista e allenatore di pallacanestro statunitense (n. 1902)
- 1982 - Luigi Nazari, militare e aviatore italiano (n. 1911)
- 1982 - Adolf Patek, allenatore di calcio e calciatore austriaco (n. 1900)
- 1983 - Vinko Cvjetković, pallanuotista jugoslavo (n. 1911)
- 1983 - Marguerite Dockrell, nuotatrice irlandese (n. 1912)
- 1983 - Luis Monti, calciatore e allenatore di calcio argentino (n. 1901)
- 1984 - Yilmaz Güney, regista, attore cinematografico e scrittore curdo (n. 1937)
- 1984 - Gunnar Jamvold, velista norvegese (n. 1896)
- 1984 - Ted Mapes, attore statunitense (n. 1901)
- 1985 - Alfredo Capitani, scenografo, pubblicitario e pittore italiano (n. 1895)
- 1985 - Neil Davis, fotoreporter australiano (n. 1934)
- 1985 - Paul Flory, chimico statunitense (n. 1910)
- 1985 - Ernesto Ganelli, ingegnere italiano (n. 1901)
- 1985 - Antonino Votto, direttore d'orchestra e pianista italiano (n. 1896)
- 1987 - Vratislav Mazák, biologo ceco (n. 1937)
- 1987 - Gino Rossi, pugile italiano (n. 1908)
- 1987 - Galliano Sbarra, attore italiano (n. 1915)
- 1987 - Vera Schmiterlöw, attrice svedese (n. 1904)
- 1987 - Achille Valdata, pubblicista e critico cinematografico italiano (n. 1907)
- 1987 - Fritz Wagner, calciatore svizzero (n. 1913)
- 1988 - Maisie Carr, ecologo e botanica australiana (n. 1912)
- 1988 - Felice Filippini, scrittore, pittore e traduttore svizzero (n. 1917)
- 1989 - Elefter Andronikašvili, fisico sovietico (n. 1910)
- 1989 - Heinrich Angst, bobbista svizzero (n. 1915)
- 1989 - Aleksej Fëdorov, partigiano sovietico (n. 1901)
- 1990 - Nicola Abbagnano, filosofo e storico della filosofia italiano (n. 1901)
- 1990 - Samuel Kanyon Doe, politico e militare liberiano (n. 1951)
- 1990 - Antonino Marino, carabiniere italiano (n. 1957)
- 1990 - Aleksandr Vladimirovič Men', presbitero russo (n. 1935)
- 1990 - Rimantas Stankevičius, aviatore e astronauta lituano (n. 1944)
- 1990 - Hugh Sutherland, hockeista su ghiaccio canadese (n. 1907)
- 1991 - Karl Maria Herrligkoffer, medico tedesco (n. 1916)
- 1991 - Concetto Lo Bello, arbitro di calcio e politico italiano (n. 1924)
- 1991 - Viktor Tegelhoff, calciatore cecoslovacco (n. 1918)
- 1992 - Julian Creus, sollevatore britannico (n. 1917)
- 1992 - William E. DePuy, generale statunitense (n. 1919)
- 1992 - Carmelo Di Bella, allenatore di calcio e calciatore italiano (n. 1921)
- 1992 - Lidio Maietti, calciatore italiano (n. 1934)
- 1993 - Milorad Mitrović, calciatore jugoslavo (n. 1908)
- 1993 - Helen O'Connell, conduttrice televisiva e cantante statunitense (n. 1920)
- 1994 - Dino Asciolla, violinista e violista italiano (n. 1920)
- 1994 - Luigi Cerutti, politico italiano (n. 1917)
- 1994 - Patrick O'Neal, attore statunitense (n. 1927)
- 1995 - Reinhard Furrer, fisico e astronauta tedesco (n. 1940)
- 1995 - Hans Krüsi, pittore svizzero (n. 1920)
- 1995 - Erik Nilsson, calciatore svedese (n. 1916)
- 1995 - Bela Palfi, calciatore e allenatore di calcio jugoslavo (n. 1923)
- 1995 - Paolo Mario Rossi, politico italiano (n. 1921)
- 1995 - Akimitsu Takagi, scrittore giapponese (n. 1920)
- 1996 - Raúl Calvo, cestista e allenatore di pallacanestro argentino (n. 1917)
- 1996 - Paolo Ercoli, ingegnere e informatico italiano (n. 1925)
- 1996 - Ruggero Mastroianni, montatore italiano (n. 1929)
- 1996 - Bill Monroe, musicista e cantante statunitense (n. 1911)
- 1996 - Joachim Ruhuna, arcivescovo cattolico burundese (n. 1933)
- 1997 - Richie Ashburn, giocatore di baseball statunitense (n. 1927)
- 1997 - Jacques Dupuis, etnografo francese (n. 1912)
- 1997 - Walt Lautenbach, cestista statunitense (n. 1922)
- 1997 - Burgess Meredith, attore statunitense (n. 1907)
- 1998 - Lucio Battisti, cantautore, produttore discografico e arrangiatore italiano (n. 1943)
- 1998 - Eleanor Garatti, nuotatrice statunitense (n. 1909)
- 1998 - Mariano Martín, calciatore spagnolo (n. 1919)
- 1999 - Chili Bouchier, attrice britannica (n. 1909)
- 1999 - Piero Di Iorio, attore italiano (n. 1947)
- 1999 - Hugh Faulkner, cestista statunitense (n. 1929)
- 1999 - Catfish Hunter, giocatore di baseball statunitense (n. 1946)
- 1999 - Marco Papa, pilota motociclistico italiano (n. 1958)
- 1999 - Ruth Roman, attrice statunitense (n. 1922)
- 1999 - Arie de Vroet, allenatore di calcio e calciatore olandese (n. 1919)
- 1999 - Abd al-Latif Baghdadi, militare e politico egiziano (n. 1917)
- 1999 - Fons van der Stee, politico olandese (n. 1928)
- 2000 - Herbert Friedman, fisico statunitense (n. 1916)
- 2000 - Veerasamy Ringadoo, politico mauriziano (n. 1920)
- 2000 - Peter Robinson, allenatore di calcio e calciatore inglese (n. 1922)

## XXI secolo(119)
- 2001 - Nora Federici, statistica italiana (n. 1910)
- 2001 - Tommy Hollis, attore cinematografico statunitense (n. 1954)
- 2001 - Aḥmad Shāh Masʿūd, militare, politico e guerrigliero afghano (n. 1953)
- 2003 - Antonio Berlingieri, politico italiano (n. 1904)
- 2003 - Andrei Folbert, cestista rumeno (n. 1931)
- 2003 - Aleksandr Moiseev, cestista sovietico (n. 1927)
- 2003 - Giovanni Risatti, vescovo cattolico e missionario italiano (n. 1942)
- 2003 - Edward Teller, fisico ungherese (n. 1908)
- 2003 - Marthe Louise Vogt, neuroscienziata tedesca (n. 1903)
- 2004 - Luis Advis, compositore e docente cileno (n. 1935)
- 2004 - Ernie Ball, imprenditore e musicista statunitense (n. 1930)
- 2004 - Oleksij Barkalov, pallanuotista sovietico (n. 1946)
- 2004 - Jenny Bassani, pittrice e scrittrice italiana (n. 1924)
- 2004 - Donald Johansson, fondista svedese (n. 1913)
- 2004 - Emilia Zinzi, storica dell'arte italiana (n. 1921)
- 2005 - Andrea Ercoli, imprenditore, dirigente sportivo e calciatore italiano (n. 1908)
- 2006 - Luisella Beghi, attrice italiana (n. 1921)
- 2006 - Héctor Blondet, cestista portoricano (n. 1947)
- 2006 - Gérard Brach, sceneggiatore francese (n. 1927)
- 2006 - Salvatore Miceli, politico italiano (n. 1921)
- 2006 - Herbert Rudley, attore statunitense (n. 1910)
- 2007 - Luigi Dossena, arcivescovo cattolico e diplomatico italiano (n. 1925)
- 2007 - Helmut Senekowitsch, allenatore di calcio e calciatore austriaco (n. 1933)
- 2007 - Zoran Tadić, regista e sceneggiatore croato (n. 1941)
- 2007 - Hughie Thomasson, cantante e chitarrista statunitense (n. 1952)
- 2008 - Jacob Lekgetho, calciatore sudafricano (n. 1974)
- 2008 - Bheki Mseleku, musicista e compositore sudafricano (n. 1955)
- 2008 - Nouhak Phoumsavanh, rivoluzionario, politico e patriota laotiano (n. 1910)
- 2008 - Tuomo Ristola, cestista finlandese (n. 1930)
- 2009 - Patricia Bergquist, zoologa neozelandese (n. 1933)
- 2009 - Alessandro Capponi, calciatore italiano (n. 1919)
- 2009 - Michael Galasso, compositore, violinista e direttore d'orchestra statunitense (n. 1949)
- 2009 - Léon Glovacki, calciatore e allenatore di calcio francese (n. 1928)
- 2009 - Steve Mann, chitarrista statunitense (n. 1943)
- 2009 - Andrzej Józef Śliwiński, vescovo cattolico polacco (n. 1939)
- 2010 - Ivano Davoli, attore e giornalista italiano (n. 1931)
- 2010 - Peter Dzúrik, calciatore slovacco (n. 1968)
- 2010 - Bent Larsen, scacchista danese (n. 1935)
- 2010 - Anna Leopardi, nobile italiana (n. 1918)
- 2010 - Fridrich Marjutin, calciatore sovietico (n. 1924)
- 2010 - Rauno Mäkinen, lottatore finlandese (n. 1931)
- 2010 - Riccardo Sarfatti, designer, imprenditore e politico italiano (n. 1940)
- 2011 - Giulio Castelli, calciatore italiano (n. 1925)
- 2011 - Ludwig Chicken, alpinista e medico austriaco (n. 1915)
- 2011 - Laurie Hughes, calciatore inglese (n. 1924)
- 2011 - Renato Prada Oropeza, scrittore e critico letterario messicano (n. 1937)
- 2011 - James Rosenau, politologo statunitense (n. 1924)
- 2011 - Valentino von Braitenberg, medico italiano (n. 1926)
- 2012 - Vittorio Colò, multiplista e allenatore di atletica leggera italiano (n. 1911)
- 2012 - Mario Ferrero, regista italiano (n. 1922)
- 2012 - Verghese Kurien, ingegnere e imprenditore indiano (n. 1921)
- 2012 - Désiré Letort, ciclista su strada francese (n. 1943)
- 2012 - Roberto Silva, cantante e compositore brasiliano (n. 1920)
- 2012 - Ron Tindall, allenatore di calcio e calciatore inglese (n. 1935)
- 2013 - Alberto Bevilacqua, scrittore, poeta e regista italiano (n. 1934)
- 2013 - Antonello Campodifiori, attore e sceneggiatore italiano (n. 1943)
- 2013 - Aldo Peruzzo, calciatore italiano (n. 1924)
- 2014 - Emilio Botín, banchiere e imprenditore spagnolo (n. 1934)
- 2014 - José Luis Jordán Peña, ingegnere spagnolo (n. 1931)
- 2014 - Bob Suter, hockeista su ghiaccio statunitense (n. 1957)
- 2014 - Robert Young, chitarrista e bassista britannico (n. 1964)
- 2015 - Teruo Chinen, artista marziale giapponese (n. 1941)
- 2015 - Fernando Di Laura Frattura, politico italiano (n. 1932)
- 2016 - Mahamadou Cissé, regista maliano (n. 1951)
- 2016 - Sabina Maria Cuneo, fotografa e etnografa italiana (n. 1956)
- 2016 - Ferdinando Ghelli, architetto, scenografo e costumista italiano (n. 1920)
- 2016 - Antonio Nuzzi, arcivescovo cattolico italiano (n. 1926)
- 2016 - Mario Spezi, giornalista e scrittore italiano (n. 1945)
- 2016 - James Stacy, attore statunitense (n. 1936)
- 2017 - Tom Black, cestista statunitense (n. 1941)
- 2017 - Velasio De Paolis, cardinale e arcivescovo cattolico italiano (n. 1935)
- 2017 - Mike Hodge, attore statunitense (n. 1947)
- 2017 - Petar Lazić, scrittore e giornalista serbo (n. 1960)
- 2017 - Jerzy Młynarczyk, cestista e politico polacco (n. 1931)
- 2017 - Pierre Pilote, hockeista su ghiaccio canadese (n. 1931)
- 2017 - Fabio Raffaelli, giornalista, scrittore e editore italiano (n. 1953)
- 2017 - Oscar Scolfaro, arbitro di calcio brasiliano (n. 1937)
- 2018 - Frank Andersson, lottatore svedese (n. 1956)
- 2018 - Mario Ferrari, pallavolista, allenatore di calcio e calciatore italiano (n. 1926)
- 2018 - Silvio Grassetti, pilota motociclistico italiano (n. 1936)
- 2018 - Daniel Küblböck, cantante tedesco (n. 1985)
- 2019 - Neiron Ball, giocatore di football americano statunitense (n. 1992)
- 2019 - Stefano Delle Chiaie, politico italiano (n. 1936)
- 2019 - Robert Frank, fotografo e regista svizzero (n. 1924)
- 2019 - Isacco Levi, partigiano italiano (n. 1924)
- 2019 - Jairzinho Pieter, calciatore olandese (n. 1987)
- 2019 - Alessandro Valori, regista, sceneggiatore e produttore cinematografico italiano (n. 1965)
- 2020 - Cini Boeri, architetto e designer italiana (n. 1924)
- 2020 - Giuseppe Favero, ciclista su strada e dirigente sportivo italiano (n. 1931)
- 2020 - Shere Hite, sessuologa, scrittrice e storica tedesca (n. 1942)
- 2020 - Amos Luzzatto, scrittore, saggista e chirurgo italiano (n. 1928)
- 2020 - Sandro Medolago, calciatore italiano (n. 1929)
- 2020 - Alan Minter, pugile britannico (n. 1951)
- 2020 - Nico Naldini, scrittore e poeta italiano (n. 1929)
- 2020 - Hans Neuschäfer, calciatore tedesco (n. 1931)
- 2021 - Urbain Braems, allenatore di calcio e calciatore belga (n. 1933)
- 2021 - Timothy Colman, imprenditore, funzionario e velista britannico (n. 1929)
- 2021 - Amanda Holden, musicista, librettista e traduttrice britannica (n. 1948)
- 2021 - Gene Littles, cestista, allenatore di pallacanestro e dirigente sportivo statunitense (n. 1943)
- 2021 - Danilo Popivoda, calciatore jugoslavo (n. 1947)
- 2021 - Roger Taylor, cestista statunitense (n. 1937)
- 2022 - Domenico Campana, scrittore, sceneggiatore e regista italiano (n. 1929)
- 2022 - Jack Ging, attore statunitense (n. 1931)
- 2022 - Franco Serpa, latinista, musicologo e germanista italiano (n. 1931)
- 2023 - Mangosuthu Buthelezi, politico e attivista sudafricano (n. 1928)
- 2023 - Domenico De Masi, sociologo italiano (n. 1938)
- 2023 - Max Simeoni, politico francese (n. 1929)
- 2023 - Rainer Troppa, calciatore tedesco orientale (n. 1958)
- 2024 - Carlos Bielicki, scacchista argentino (n. 1940)
- 2024 - John Cassaday, fumettista statunitense (n. 1971)
- 2024 - Marcello De Dorigo, fondista italiano (n. 1937)
- 2024 - Giacomo Dell'Orso, compositore, arrangiatore e polistrumentista italiano (n. 1930)
- 2024 - Gianfelice Ferlito, scacchista e dirigente d'azienda italiano (n. 1933)
- 2024 - James Earl Jones, attore e doppiatore statunitense (n. 1931)
- 2024 - Giorgio Maini, politico italiano (n. 1944)
- 2024 - Nereo Svara, ostacolista italiano (n. 1935)
- 2024 - Jeffrey Titford, imprenditore e politico britannico (n. 1933)
- 2024 - Caterina Valente, cantante, attrice e showgirl italiana (n. 1931)
- 2024 - Mitchell Wiggins, cestista e allenatore di pallacanestro statunitense (n. 1959)

## Senza anno specificato(1)
- Giuditta di Turingia, regina boema